# Amia Srinivasan
Amia Srinivasan est une philosophe née en 1984 à Bahreïn. Elle est titulaire de la chaire Chichele (en) de théorie sociale et politique à l'université d'Oxford.

## Biographie
Elle est née le 20 décembre 1984 au Bahreïn de parents indiens. Elle vit ensuite à Taïwan, Singapour, New York, puis Londres,. Elle étudie la philosophie à l'université Yale. Puis elle est boursière Rhodes au Corpus Christi College de l'université d'Oxford. Elle termine sa licence en 2009 avec une thèse intitulée Armchair Philosophy & Experimental Philosophy, puis son doctorat en philosophie en 2014 avec une thèse intitulée The Fragile Estate :  Essays on Luminosity, Normativity and Metaphilosophy [Essais sur la luminosité, la normativité et la métaphilosophie].
Dès 2009, elle devient chargée de cours au All Souls College, à Oxford. En 2015, elle est nommée maître de conférences en philosophie à l'University College London (UCL). Après différents postes ou travaux en Angleterre et aux Etats-Unis, elle est annoncée en septembre 2019 comme la prochaine Chichele Professor of Social and Political Theory au All Souls College, à Oxford : elle prend ses fonctions en janvier 2020. Elle est la première femme et la première personne de couleur à occuper ce poste,.
Elle est rédactrice en chef adjointe de la revue de philosophie Mind et rédactrice en chef adjointe de la London Review of Books.
En 2021, elle publie un recueil d'essais, Le droit au sexe. Le féminisme au XXIe siècle (traduit en français au PUF, par Noémie Grunenwald). L'ouvrage est remarqué par la critique et fait d'elle une des nouvelles voix du féminisme,.

## Publications
- (en) Amia Srinivasan, « Stop the Robot Apocalypse », London Review of Books, vol. 37, no 18,‎ 23 septembre 2015 (ISSN 0260-9592, lire en ligne, consulté le 15 mars 2021)
- 2018 : « Does Anyone Have the Right to Sex? », London Review of Books
- 2021 : The Right to Sex: Feminism in the Twenty-First Century, Macmillan Publishers
  - 2022 : Le droit au sexe. Le féminisme au XXIe siècle, Presses universitaires de France, traduit par Noémie Grunenwald